# All-America Football Conference
La All-America Football Conference (AAFC) fue una liga profesional de fútbol americano que desafió a la ya establecida National Football League (NFL) de 1946 a 1949. La AAFC ha sido uno de los contendientes más poderosos a los que se ha enfrentado la NFL, en su época atrajo a muchos de los mejores jugadores de los Estados Unidos, logrando producir uno de los equipos de fútbol americano más formidables en la historia del fútbol americano, e introdujo muchos cambios en las reglas de juego que siguen aplicándose. Sin embargo, al final la AAFC no pudo sostenerse en la competencia en contra de la NFL. Tres de sus equipos originales fueron admitidos dentro de la NFL, de los cuales dos aún sobreviven hasta la actualidad (2011).

## Breve historia
Fue fundada el 4 de junio de 1944. Se fusionó con la NFL en 1949. Tres equipos de esta liga fueron admitidos en la NFL: los Cleveland Browns, los San Francisco 49ers y los Baltimore Colts. Las marcas de la AAFC no son reconocidas de manera oficial por la NFL.
La AAFC fue la segunda liga deportiva profesional de Estados Unidos (la primera fue la American Football League) en tener a sus equipos jugando en un formato de todos contra todos durante la temporada regular: cada equipo tenía un partido como local y otro como visitante en contra de todos los otros equipos de la AAFC.
Los Cleveland Browns fueron por mucho el mejor equipo de la extinta AAFC, habiendo sido campeón en cada uno de los cuatro años en los que la liga estuvo en funcionamiento.

## Equipos de la AAFC
- Baltimore Colts**, 1947-49
- Brooklyn Dodgers, 1946-48 (fusionados con los New York Yankees en 1949)
- Buffalo Bisons, 1946; renombrados como los Buffalo Bills**, 1947-49
- Chicago Rockets, 1946-48; renombrados como los Chicago Hornets, 1949
- Cleveland Browns* , 1946-49
- Los Angeles Dons, 1946-49
- Miami Seahawks, 1946
- New York Yankees, 1946-48; fusionados con los Brooklyn Dodgers, se convirtieron en los Brooklyn/New York Yankees, 1949
- San Francisco 49ers*, 1946-49

(*): Equipo actual de la NFL.
(**): Equipo de la NFL con el mismo nombre, pero sin relación con el equipo de la AAFC.

## Nuevo acomodo de equipos después de la fusión
Esta fue la alineación de los equipos de la "nueva" NFL junto con sus sedes después de la fusión en 1949 y continuó así hasta finales de la década de 1950:
| American (Eastern) Conference          | National (Western) Conference                    |
| -------------------------------------- | ------------------------------------------------ |
| Chicago Cardinals (Comiskey Park)      | Baltimore Colts (Municipal Stadium)              |
| Cleveland Browns (Municipal Stadium)   | Chicago Bears (Wrigley Field)                    |
| New York Giants (Polo Grounds)         | Detroit Lions (Briggs Stadium)                   |
| Philadelphia Eagles (Shibe Park)       | Green Bay Packers (City Stadium)                 |
| Pittsburgh Steelers (Forbes Field)     | New York Yanks (Yankee Stadium)                  |
| Washington Redskins (Griffith Stadium) | Los Angeles Rams (Los Angeles Memorial Coliseum) |
|                                        | San Francisco 49ers (Kezar Stadium)              |

## Fuente
- Esta obra contiene una traducción  derivada de «All-America Football Conference» de Wikipedia en inglés, publicada por sus editores bajo la Licencia de documentación libre de GNU y la Licencia Creative Commons Atribución-CompartirIgual 4.0 Internacional.

- Datos: Q389307